# Sous-station Temple

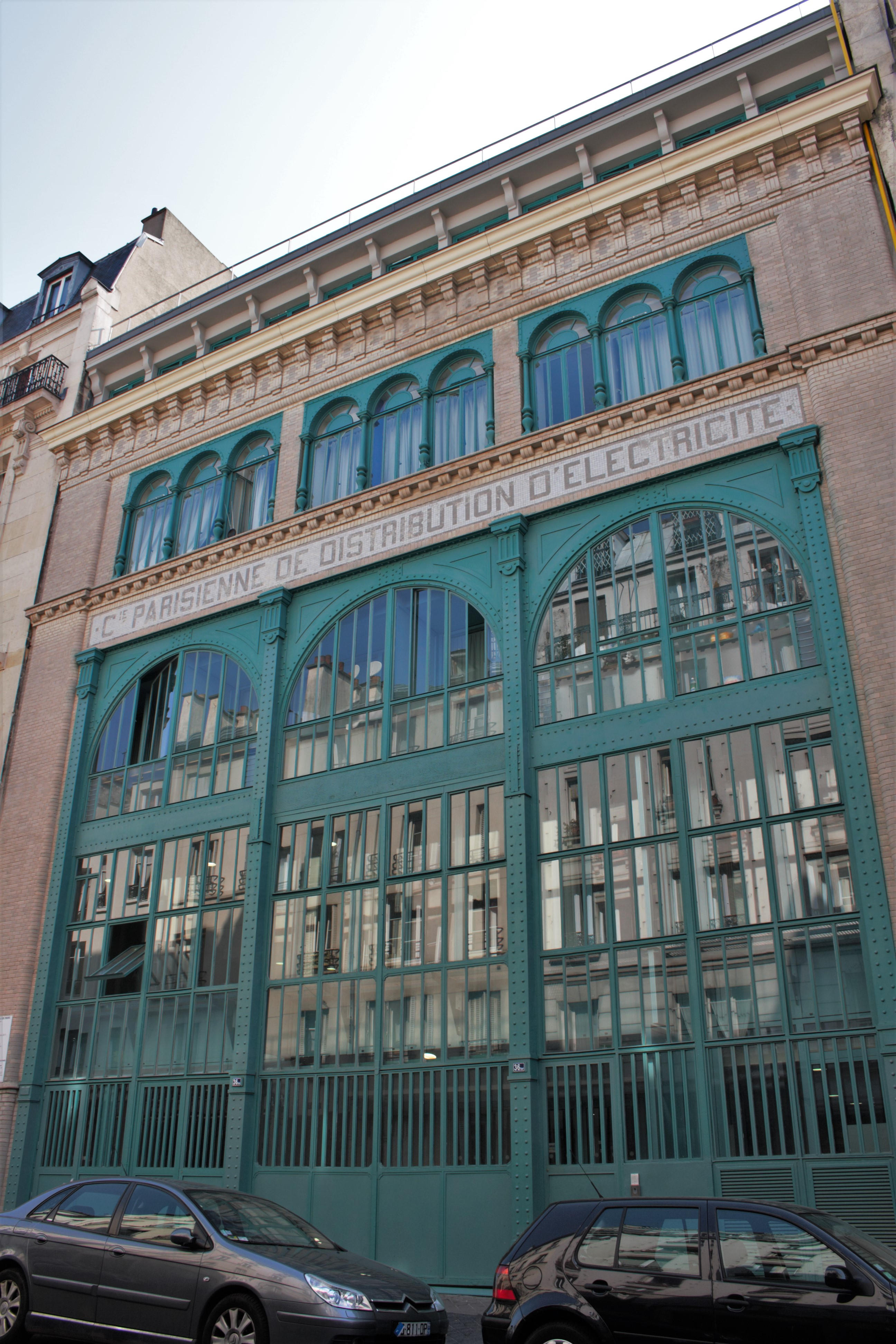
Sous-station Temple

Die Sous-station Temple ist ein Gebäude im 10. Arrondissement von Paris, das 1908 als Umspannwerk gebaut wurde. Seit 1992 ist das Gebäude mit der Adresse Rue Jacques-Louvel-Tessier Nr. 36 (ehemalige Rue Corbeau) als Baudenkmal (Monument historique) geschützt.

## Geschichte
Die Sous-station (Unterwerke der Pariser Métro) Temple wurde 1908 nach Plänen des Architekten Paul Friesé, der in Paris eine Reihe von Umspannwerken errichtete, für die Zwecke der Betreibergesellschaft (Compagnie du chemin de fer métropolitain de Paris) der Pariser Métro gebaut.

## Architektur
Das Gebäude besitzt eine Stahlkonstruktion und Mauern aus Ziegelsteinen. Die drei hohen Rundbogenfenster an der Straßenseite, die sich über mehrere Stockwerke erstrecken, erinnern an gotische Kirchenfenster. Sie werden von zwei Pilastern gerahmt, die bis zum Fries unterhalb des Dachabschlusses reichen. Darüber wurde 1912 das Gebäude vom gleichen Architekten um zwei weitere Stockwerke erhöht.
Über den großen Fenstern befindet sich die Inschrift Compagnie Parisienne de Distribution d'Électricité, der damalige Name der Pariser Elektrizitätsgesellschaft.
Heute befinden sich im renovierten und innen umgebauten Bauwerk Büros der Électricité de France.